# Cartago
Cartago (em árabe: قرطاج‎; romaniz.: Qartaj; em berbere: Kartajen; em grego clássico: Καρχηδών; Karkhēdōn; em latim: Carthago ou Karthago; em fenício: 𐤒𐤓𐤕  𐤇𐤃𐤔𐤕; romaniz.: Qart-ḥadašt) foi a capital da civilização cartaginesa, situada na margem oriental do lago de Túnis, onde hoje é a capital da Tunísia. Era o centro comercial mais importante do Mediterrâneo Antigo e uma das cidades mais ricas do mundo clássico.
A cidade desenvolveu-se a partir de uma colónia fenícia para a capital de um império púnico que dominou grande parte do sudoeste do Mediterrâneo durante o primeiro milénio a.C. A lendária rainha Alyssa ou Dido é considerada a fundadora da cidade, embora sua historicidade tenha sido questionada. De acordo com os relatos de Timeu de Taormina, ela comprou de uma tribo local a quantidade de terra que poderia ser coberta por uma pele de boi.
A antiga cidade foi destruída pela República Romana na Terceira Guerra Púnica em 146 a.C. e depois reconstruída como a Cartago romana, que se tornou a principal cidade do Império Romano na província da África Proconsular. A cidade foi saqueada e destruída pelas forças omíadas após a Batalha de Cartago em 698 para evitar que fosse reconquistada pelo Império Bizantino. Permaneceu ocupada durante o período muçulmano e foi usada como forte pelos árabes até o haféssida, quando foi tomada pelos cruzados e seus habitantes foram massacrados durante a Oitava Cruzada. Os haféssida decidiram destruir as defesas da cidade para que ela não pudesse ser usada como base por uma potência hostil novamente. Também continuou a funcionar como sé episcopal.
O poder regional mudou para Cairuão e a Almedina de Tunes no período medieval, até ao início do século XX, quando se começou a desenvolver o subúrbio costeiro de Túnis, incorporado como município de Cartago em 1919. O sítio arqueológico foi pesquisado pela primeira vez em 1830 pelo cônsul dinamarquês Christian Tuxen Falbe. As escavações foram realizadas na segunda metade do século XIX por Charles Ernest Beulé e por Alfred Louis Delattre. O Museu Nacional de Cartago foi fundado em 1875 pelo cardeal Charles Lavigerie. Escavações realizadas por arqueólogos franceses na década de 1920 atraíram uma quantidade extraordinária de atenção por causa das evidências que apontavam para o sacrifício de crianças. No entanto, esta não tem sido uma matéria consensual entre os estudiosos. O Museu Paleo-Cristão de Cartago ao ar livre tem exposições escavadas sob os auspícios da UNESCO de 1975 a 1984.

## História

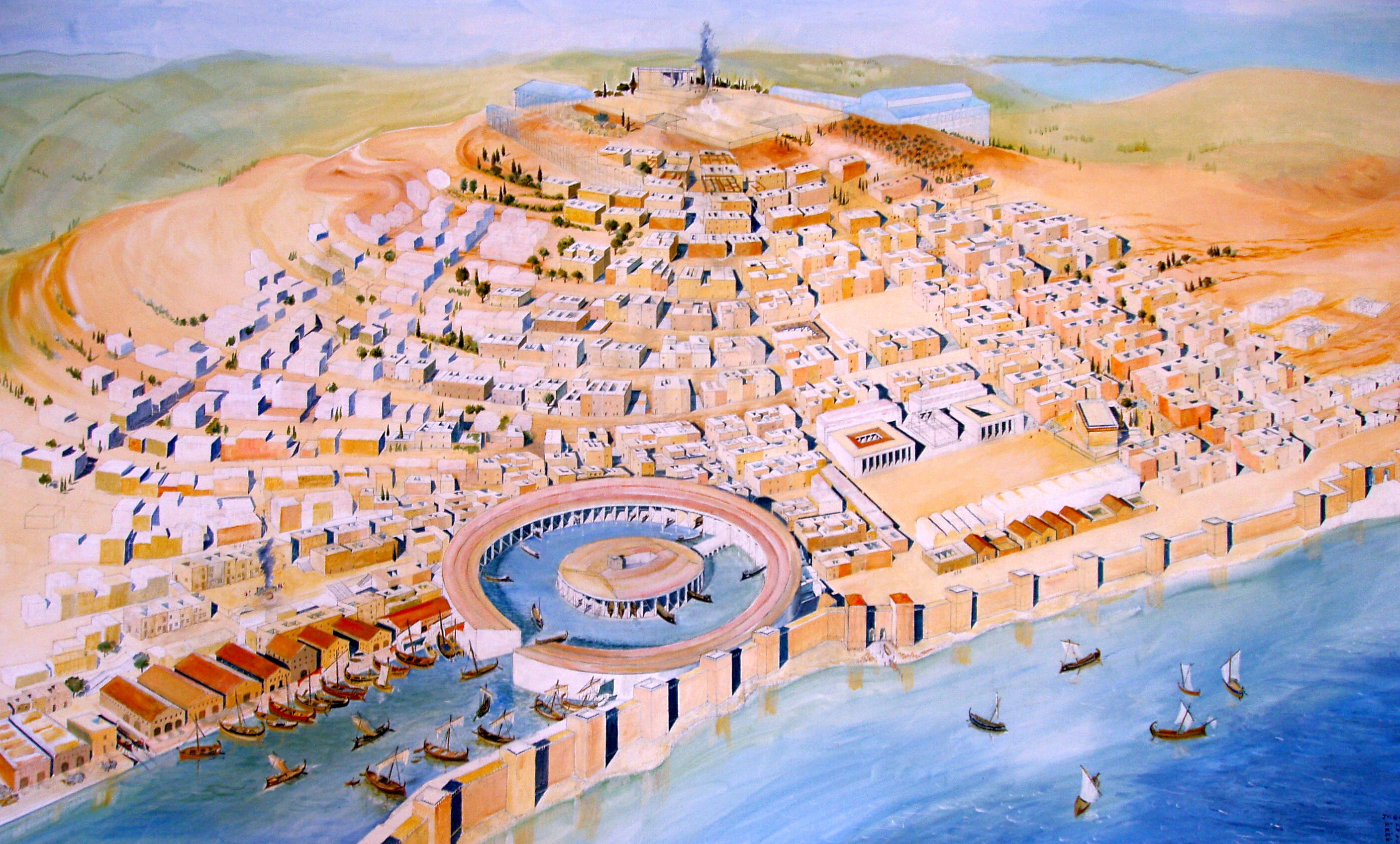
Representação artística de Cartago no seu auge

Cartago foi uma cidade da costa do Norte da África, numa península próxima da qual se encontra hoje a cidade de Túnis. Foi fundada pelos fenícios oriundos de Tiro (antes da data tradicional de 814 a.C.) Cartago tornou-se, em pouco tempo, a capital de uma república marítima muito poderosa, que substituiu Tiro no Ocidente, criou colônias na Sicília, na Sardenha, na Península Ibérica, enviou navegadores ao Atlântico Norte e sustentou contra Roma, sua rival, as longas guerras conhecidas pelo nome de guerras púnicas (264–146 a.C.). Possuía também uma potente marinha de guerra.
Entre os séculos V e III a.C. envolveu-se em frequentes guerras com a Grécia e a Sicília. Foi nesta última que Cartago teve seu primeiro choque com Roma, e as três Guerras Púnicas acabaram com a destruição da cidade em 146 a.C. A meio caminho entre estas duas cidades (e capitais de império) encontra-se a Sicília. O controle desta ilha foi determinante no decorrer das Guerras Púnicas porque a Sicília era o "celeiro" do mundo antigo.

### Primeira Guerra Púnica
Cartago tem forte controle marítimo no Mediterrâneo, tendo controle também de Sicília. Roma começa um embate para tomá-la, e sofre derrotas marítimas enormes. Apesar disso, os romanos conseguem descobrir o sistema usado por Cartago na produção de navios, usando de engenharia reversa nos navios cartaginenses capturados. Assim, Roma consegue remontar rapidamente sua esquadra e começa a virar o jogo contra Cartago. No final da Primeira Guerra Púnica, Roma detém o controle do Mediterrâneo e da Sicília.

### Segunda Guerra Púnica
A Segunda Guerra Púnica foi o resultado da vingança cartaginense contra os tributos impostos pela derrota na Primeira Guerra Púnica, contra os esforços de Roma para tomar suas novas colônias na Península Ibérica e simplesmente por puro ódio a Roma. Surge um grande general chamado Aníbal, com ódio a Roma criado e desenvolvido desde criança por seu pai. Aníbal acredita ser capaz de derrotar a república romana com um exército de elefantes partindo do sul da Península Ibérica, passando pelos Pirenéus até atingir a península Itálica, algo que os italianos achariam impossível de ser realizado com boas razões.
Considerando o caráter extremamente difícil e arriscado da missão de Aníbal, ele foi relativamente bem-sucedido ao atacar a Itália, causando enormes estragos e quase fazendo Roma capitular. Mas os Romanos souberam contra-atacar, criando um cerco a Aníbal para acabar com suas provisões ao mesmo tempo que fizeram um ataque direto a Cartago enquanto eram atacados por ele. Aníbal foi obrigado a recuar e voltar para defender seu país. Apesar dos esforços de Aníbal, teve de pedir a paz aos romanos, comandados por Cipião, o Africano, ao fim da segunda guerra púnica.

### Terceira guerra púnica
Sendo derrotado mais uma vez, Cartago foi extorquida por Roma, que lhe impôs uma dívida que, imaginavam os Romanos, levaria cerca de 50 anos para ser paga. Cartago, reconstruída novamente e com sua aptidão ao comércio, pagou tal dívida em 10 anos, o que deixou os romanos enfurecidos, e invejosos de seu sucesso comercial. Começou então o lobby dentro do senado romano pela destruição total de Cartago, a ganância dos senadores por suas riquezas foi decisiva em seu destino, mas os romanos precisavam de uma desculpa, que veio depois que Roma impôs condições extorsivas e inaceitáveis a Cartago, visando a justamente enfraquecê-la e torná-la impreparada para uma guerra inevitável. A guerra então aconteceu e Cartago foi facilmente vencida.

### Fim do Império Cartaginense

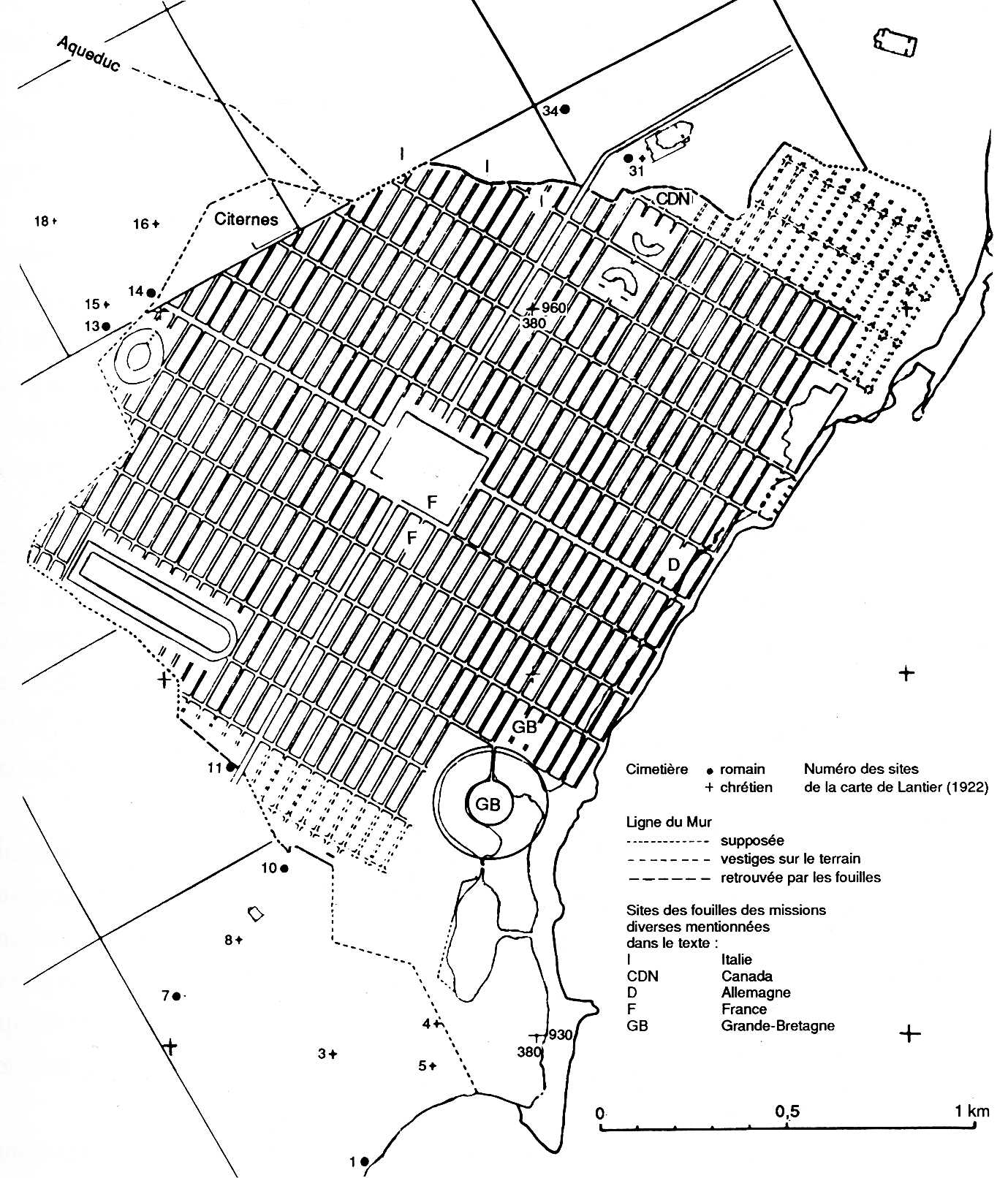
Mapa da Cartago romana

As duas primeiras guerras com Roma reduziram em muito o tamanho do antigo império cartaginense, restando apenas áreas adjacentes à cidade de Cartago. Cartago nunca foi forte militarmente falando, e ficou ainda menos depois dessas guerras.  Governada por comerciantes, sem um exército poderoso, Cartago valia-se de mercenários que se insurgiram contra os cartagineses, minando suas defesas - certamente uma das causas para a derrota face aos romanos (sobre este episódio Flaubert escreveu o romance Salammbô). Cartago estava agora totalmente à mercê da vontade de Roma. Foi destruída no fim da terceira guerra púnica por Cipião Emiliano (146 a.C.). A cidade foi arrasada até aos seus alicerces e o chão foi salgado (colocado sal) para que nada nele crescesse. Esta atitude extrema deveu-se ao fato de Cartago ter sido a única potência que podia concorrer pelo domínio do Mediterrâneo ocidental. Roma e Cartago estavam sensivelmente colocadas no eixo central deste mar, num tempo que não comportava concorrência. A luta entre Roma e Cartago era exclusivista.
Refundada por César e Augusto como colônia romana (século I a.C.), novamente adquiriu grande prosperidade e sua população cresceu a ponto de se tornar a quarta maior cidade do Império Romano, com uma população estimada de meio milhão de habitantes. Tornou-se a verdadeira capital da África romana e da África cristã. Como centro do cristianismo, opôs-se aos donatistas. O vândalo Genserico ocupou a cidade em 439 e estabeleceu ali sua capital, mas em 533-534 Belisário expulsou os vândalos e, a partir de então, até sua captura e destruição pelos árabes em 697, a cidade permaneceu como parte do Império Bizantino.

## Características

### Comércio

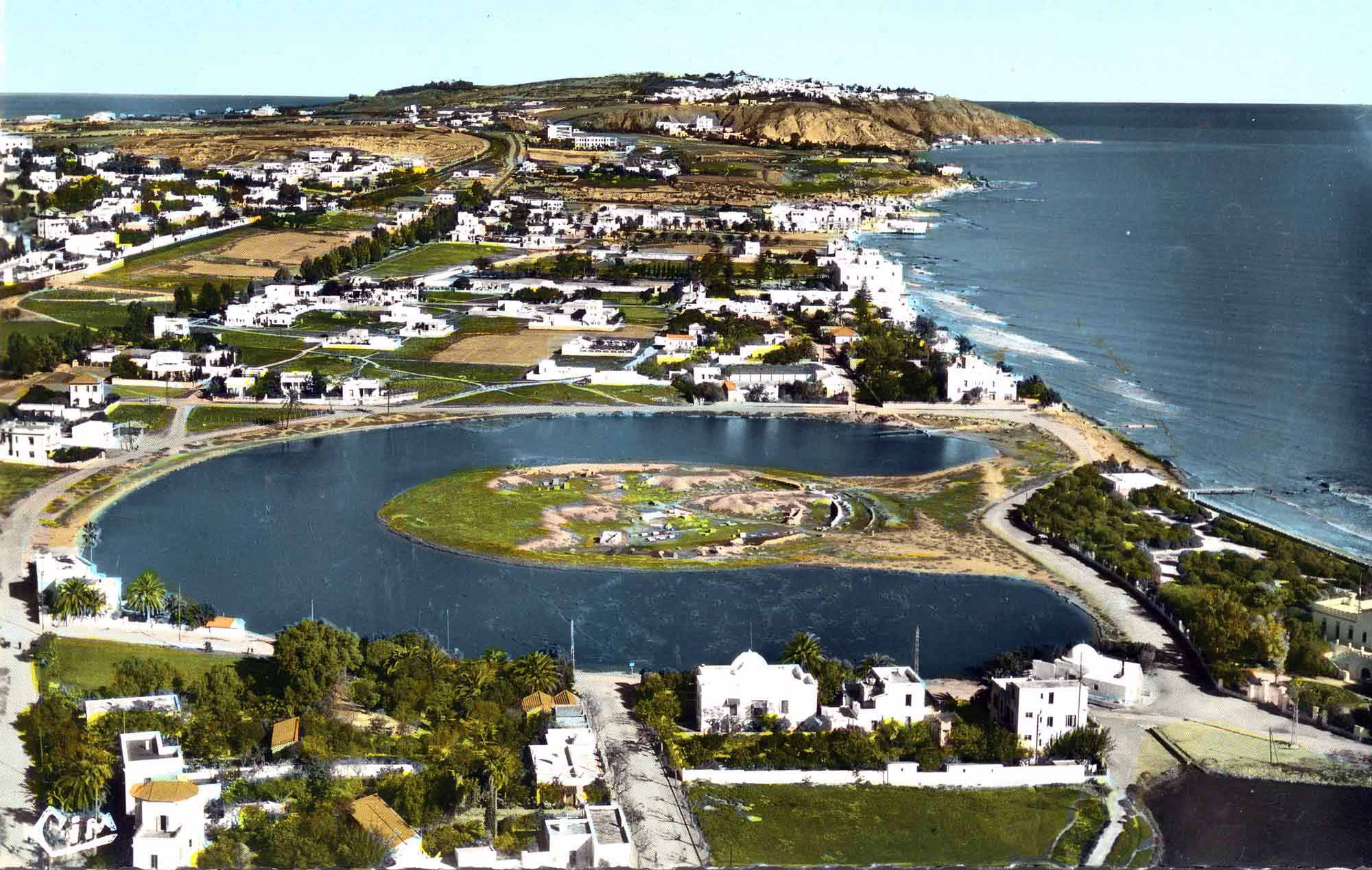
Ruínas do porto circular de Cartago

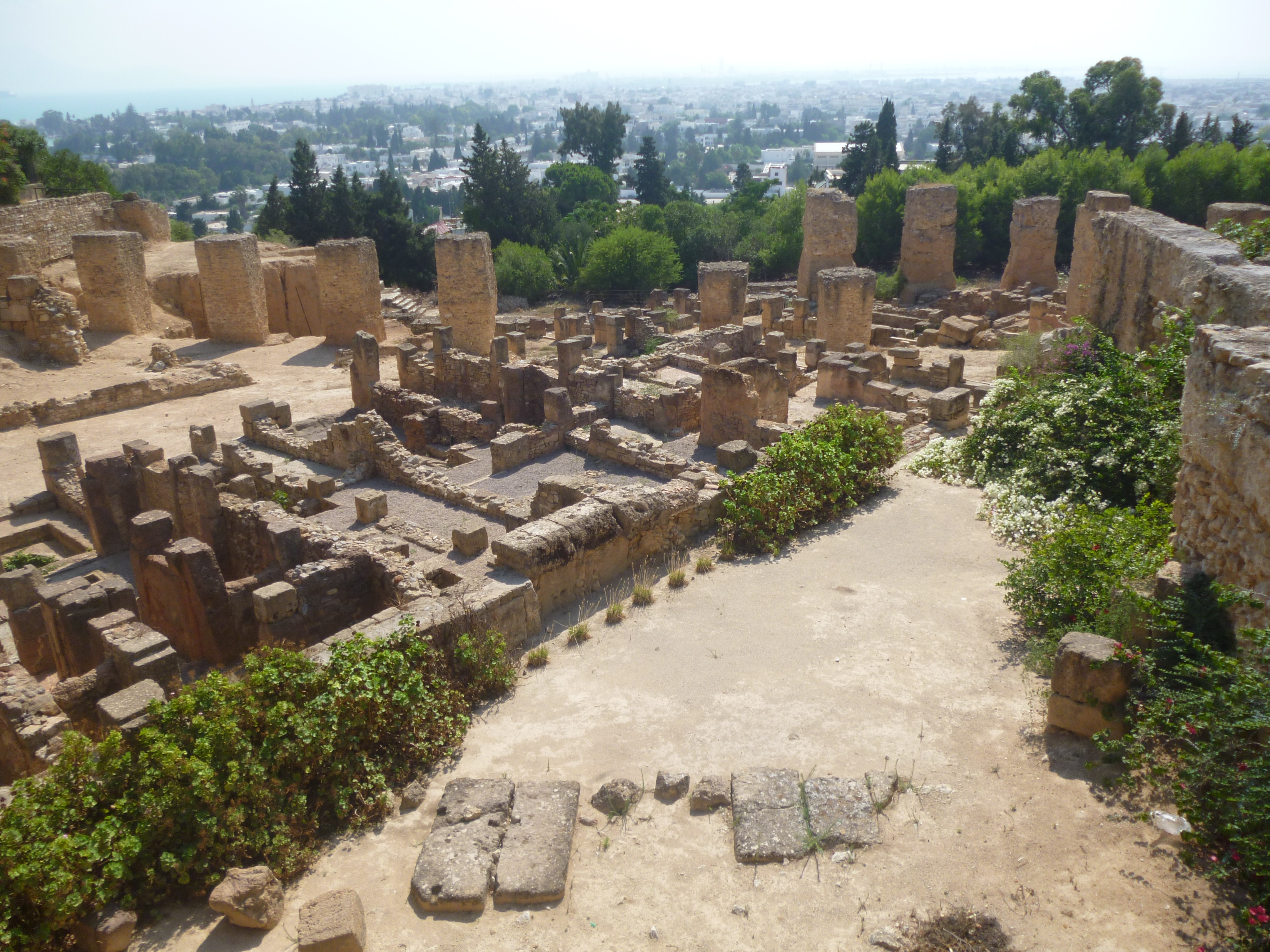
Ruínas da cidade

Entre os produtos do artesanato fenício, os mais famosos eram, talvez, os tecidos tingidos cor púrpura. Os fenícios tinham alcançado uma notável habilidade na arte do tingimento e os tecidos eram apreciados a ponto de se tornarem sinal de riqueza e requinte. Os fenícios usavam tecidos de lã ou linho, e os tingiam a partir de um pigmento obtido de moluscos chamados de múrices, classificados atualmente como Murex e Hexaplex, encontrados nas águas rasas das costas do Mediterrâneo. O processo era muito complicado e demorado, e por isso o preço desses tecidos era elevado. Na região do Levante, os fenícios adquiriram grande prestígio devido a realização do tingimento de tecidos. Em Israel, os judeus também realizavam a extração das tintas destes moluscos para obter as cores púrpura e azul, que coloriam peças do vestuário religioso, como o éfode do Sumo Sacerdote de Israel. 

### Arquitetura e urbanismo
Dada a grande destruição provocada pelos romanos após a Terceira Guerra Púnica tornou-se praticamente impossível reconstituir com exatidão a cidade de Cartago. Sabe-se que era protegida no lado da península que a unia ao continente por uma tríplice fortificação: uma vala guarnecida por altos postos de observação e um parapeito, ou primeira muralha, uma segunda muralha e enfim uma terceira muralha, que abrigava grande quantidade de tropas, inclusive elefantes de guerra e cavalaria. Do lado em que esta chegava ao mar ficava provavelmente a maior fortaleza da cidade.
Além disto, a cidade seria talvez totalmente cercada por outras duas grandes muralhas, circulando toda a extensão da península. Dividia-se em três partes: a byrsa, uma acrópole onde ficavam o tesouro, o arquivo público e a estátua do deus Ba'al Hammon; uma área urbana residencial onde ficavam os templos e a praça de julgamentos; um distrito aparentemente agrícola e separado do resto por outra muralha, chamado Megara. Um grande cemitério separava a byrsa do restante da área urbana e cemitérios menores existiam entre esta última e as muralhas. Suas construções eram, ao que parece, de estilo pobre e feitas de materiais baratos, com grandes influências egípcias e gregas. Suas casas não teriam janelas, exceto para pátios internos.

### Divindades
Baal Hammon era o principal deus fenício adorado na colônia de Cartago, geralmente identificado pelos gregos como Cronos e pelos romanos como Saturno. Baal significa "senhor", entretanto, o significado de Hammon é incerto, sendo possível sua origem no Amón (ou Ammón), "O oculto", símbolo do poder criador e "Pai de todos os ventos" na mitologia egípcia.
Em seu nome se faziam sacrifícios humanos, como oferenda religiosa. Durante algum tempo associou-se controvérsia a este respeito: os restos humanos encontrados no tofet de Cartago haviam sido atribuídos a restos procedentes de crianças mortas por causas naturais ou a produtos de abortos humanos, ainda que a abundância de restos, a idade da morte das crianças, assim como a presença de restos animais que se supõe eram sacrificados em substituição de algumas crianças, provavelmente filhos de famílias poderosas, praticamente descarta a primeira ideia.